# April L. Hernandez
April Lee Hernandez (New York, 31 gennaio 1980) è un'attrice statunitense.
Nasce nel Bronx, borough di New York, da una famiglia di origini portoricane. Ha frequentato l'Hunter College, seguendo il corso di nutrizionismo, ma non terminò gli studi, intraprendendo la carriera di attrice. Ha partecipato a molte serie televisive, tra cui E.R. - Medici in prima linea, Law & Order. Molta popolarità la ottiene nel 2007, quando entra a far parte del cast di Freedom Writers, nel ruolo di Eva.
Da qualche anno, insieme all'attore Caspar Martinez, ha fondato una società di produzione chiamata Teapuesto Entertainment.

## Filmografia

### Film
- Freedom Writers, regia di Richard LaGravenese (2007)

### Televisione
- E.R. - Medici in prima linea
- Law & Order
- 30 Rock
- Dexter
- Person of Interest

## Doppiatrici italiane
Nelle versioni in italiano delle opere in cui ha recitato, April L. Hernandez è stata doppiata da:
- Domitilla D'Amico in Freedom Writers
- Perla Liberatori in Person of Interest